# Lubachau
Lubachau (hornolužickosrbsky  Lubochow) je místní část velkého okresního města Budyšín v Horní Lužici v německé spolkové zemi Sasko. Nachází se v zemském okrese Budyšín a má 86 obyvatel.

## Geografie
Lubachau leží asi 5 kilometrů severně od centra města Budyšín nedaleko od Budyšínské vodní nádrže. Okolí vsi je převážně zemědělsky využívané.

## Historie
První písemná zmínka pochází z roku 1241, kdy je uváděn jistý Hermannus de Lubchow. V této době bylo Lubachau panským sídlem. Roku 1936 se Lubachau připojilo k obci Kleinwelka, spolu se kterou se v roce 1999 stalo součástí města Budyšín.

## Obyvatelstvo
Vesnice náleží k lužickosrbské oblasti osídlení.